# 141. pehotni polk (Italija)
141. pehotni polk Catanzaro (izvirno italijansko 141º Reggimento fanteria) je bil pehotni polk (Kraljeve) Italijanske kopenske vojske.